# IC 4523
IC 4523 ist eine Balken-Spiralgalaxie vom Hubble-Typ SBc im Sternbild Wolf. Sie ist schätzungsweise 205 Millionen Lichtjahre von der Milchstraße entfernt.
Das Objekt wurde am 15. Mai 1904 vom US-amerikanischen Astronomen Royal Harwood Frost entdeckt.